# Pelargonium bicolor
Pelargonium bicolor är en näveväxtart som först beskrevs av Nikolaus Joseph von Jacquin, och fick sitt nu gällande namn av L'her. och Soland.. Pelargonium bicolor ingår i släktet pelargoner, och familjen näveväxter. Inga underarter finns listade i Catalogue of Life.